# 阿杜德·道莱
阿杜德·道萊（阿拉伯语：‎；936年9月24日—983年3月26日），本名范納·胡斯拉（波斯語：‎），是布維西王朝埃米爾，統治時期為949年—983年。在其權力鼎盛時期，統治的帝國疆域從馬克蘭延伸到葉門和地中海沿岸。他被廣泛認為是該王朝最偉大的君主，在其統治末期，他是中東地區最強大的統治者。
范納·胡斯拉是魯肯·道萊的兒子，948年，阿拔斯王朝哈里發賜予他「阿杜德·道萊」的稱號 ，當時他在無子的叔叔伊馬德·道萊去世後被封為法爾斯埃米爾，之後魯肯·道萊成為布依王朝的高級埃米爾。974年，阿杜德·道萊被父親派去拯救叛亂中的表弟伊茲·道萊。在擊敗叛軍後，他將伊拉克酋長國據為己有，並迫使其堂兄退位。然而，他的父親對這一決定感到憤怒，於是恢復了伊茲·道萊地位。阿杜德·道萊的父親死後，他的堂兄反叛，但被擊敗。此後，阿杜德·道萊成為布維西王朝的唯一統治者，並獲得伊朗古代的沙汗沙赫（萬王之王）稱號
當阿杜德·道萊成為伊拉克埃米爾時，首都巴格達正因教派衝突而飽受暴力和不穩定之苦。為了為這座城市帶來和平與穩定，他下令禁止公眾示威和論戰。同時，他也資助許多什葉派學者，如 謝赫·穆菲德，並贊助修繕了一些重要的什葉派聖地。
此外，阿杜德·道萊在他的時代也贊助和資助了其他科學計畫。他下令在阿左飛工作的伊斯法罕建造了一座天文台。穆卡達西還報告說，他於960年下令在設拉子和伊什塔克爾之間建造了一座大壩。大壩灌溉了法爾斯省約300個村莊，後來被稱為埃米爾大壩。他的其他主要建築包括開鑿哈法爾河道，將卡倫河與阿拉伯河（底格里斯河和幼發拉底河的匯合處）連接起來。霍拉姆沙赫爾港就建在哈法爾河與阿拉伯河的交會處。